# Saint-Martin-de-Nigelles
 Saint-Martin-de-Nigelles  es una población y comuna francesa, en la región de  Centro, departamento de Eure y Loir, en el distrito de Chartres y cantón de Maintenon.

## Demografía
| 348 | 363 | 619 | 944 | 1029 | 1147 |
| Para los censos de 1962 a 1999 la población legal corresponde a la población sin duplicidades (Fuente: INSEE [Consultar]) |     |     |     |      |      |